# Albert Pinkovitch
Albert Pinkovitch war ein französischer Filmproduzent.

## Biografie
Pinkovitch war in den 1930er Jahren Filmproduzent und produzierte nach Jenny (1936) vor allem 1937 mit Frank Rollmer für die Filmproduktionsgesellschaft Réalisation d'art cinématographique (RAC) den von Jean Renoir inszenierten Film Die große Illusion (La grande illusion, 1937). Hierfür waren er und Rollmer bei der Oscarverleihung 1939 für den Oscar für den besten Film nominiert.